# 岩崎クラブ ピッグノーズ
イワサキクラブ ピッグノーズ（いわさきクラブ ピッグノーズ、アルファベット表記：Iwasaki club pignose）は、茨城県桜川市を本拠地とし活動するラグビーユニオンのクラブチーム。

## 概要
1991年、岩崎電気株式会社の企業メセナとして発足。
1993年、クラブ発足から2年で東日本クラブ選手権で優勝。同年11月に、第1回全国クラブラグビーフットボール大会に関東ラグビーフットボール協会クラブチームを代表し出場、決勝戦でチョンリマ（千里眼クラブ、大阪、関西協会）を24-10で破り、クラブチーム初代日本一となった。
1994年、第2回全国クラブラグビーフットボール大会の決勝戦で、六甲クラブを25-14で破り、2連覇。
1999年秋からはピッグノーズに改称。現在2009年の東日本クラブ選手権出場が最後となっている。

## 戦績
東日本クラブ選手権
- 1993年 第3回優勝
- 1994年 第4回優勝
- 1995年 第5回優勝

全国クラブ選手権
- 1993年 第1回優勝
- 1994年 第2回優勝

東日本トップクラブリーグ
- 2004年（B2位）
- 2005年（6位で自動降格）

## OB及び在籍した選手
- 青柳稔（元釜石シーウェイブス）
- 平林泰三（プロレフリー）
- 山田和弘（元九州電力）
- 笠倉みちる（クボタ【イワサキジュニア】）

## 在籍中の選手
- 長山時盛（GM兼任、元新日鉄釜石ラグビー部）